# Madison Iseman
Madison Iseman (Myrtle Beach, Carolina del Sud, 14 de febrer de 1997) és una actriu estatunidenca. És coneguda per interpretar a Charlotte a la sèrie de televisió de comèdia de CMT Still the King. També és coneguda per interpretar a Rain Burroughs a Fear of Rain, Bethany Walker a Jumanji: Welcome to the Jungle i Jumanji: The Next Level, Sarah Quinn a Goosebumps 2: Haunted Halloween, Lennon/Alison a I Know What You Did Last Summer, i Mary Ellen a Annabelle Comes Home.

## Filmografia

### Cinema
- 2013 : Second Chances ... Charity
- 2015 : Despair Sessions ... Veronica
- 2015 : The Better Half ... Heather
- 2015 : Tales of Halloween ... Lizzy
- 2015 : Ghost Squad ... Brandy
- 2016 : Marriage of Lies ... Kinna
- 2016 : Liza, Liza, Skies Are Grey ... Nancy
- 2016 : Laid in America ... Kaylee
- 2016 : 48 Hours to Live ... Young Sherilyn
- 2016 : I Know Where Lizzie Is ... Lizzie Holden
- 2016 : Killer Coach ... Emily
- 2017 : The Rachels ... Rachel Nelson
- 2017 : Beauty Mark ... Pam
- 2017 : Jumanji: Welcome to the Jungle ... Bethany Walker
- 2018 : Goosebumps 2: Haunted Halloween ... Sarah Quinn
- 2019 : Annabelle Comes Home ... Mary Ellen
- 2019 : Riot Girls ... Nat
- 2019 : Feast of the Seven Fishes ... Beth
- 2019 : Jumanji: The Next Level ... Bethany Walker
- 2020 : The Fox Hunter ... Lily O'Connor
- 2020 : The F**k It List ... Kayla Pierce
- 2020 : Acts of Revenge ... Veronica
- 2020 : Clouds ... Amy Adamle
- 2020 : Nocturne ... Vivian Lowe
- 2021 : Fear of Rain ... Rain Burroughs
- 2023 : Knights of the Zodiac ... Sienna
- 2024 : Witchboard ... Emily

### Televisió
- 2014 : Modern Family ... Sam
- 2015 : The Social Experiment ... Kaysee
- 2015 : Henry Danger ... Veronika
- 2015 : Kirby Buckets ... Rebecca Vanderbuff
- 2015 : The Bluffs ... Leah
- 2016 : The Real O'Neals ... Madison
- 2016 : Those Who Can't ... Becky Cosgrove
- 2016–2017 : Still the King ... Charlotte
- 2021 : I Know What You Did Last Summer ... Lennon Grant/Alison Grant
- 2022 : American Horror Stories ... Sam